# Cristești (Iași)
Cristeşti é uma comuna romena localizada no distrito de Iaşi, na região de Moldávia. A comuna possui uma área de 29.73 km² e sua população era de 4339 habitantes segundo o censo de 2007.